# 쿵칭둥
쿵칭둥(중국어 간체자: 孔庆东, 정체자: 孔慶東, 병음: Kǒng Qìngdōng, 1964년 9월 22일 헤이룽장성 하얼빈시 ~ )은 중화인민공화국의 루쉰 연구자이자 국제공산주의 활동가, 대학 교수, 인터넷 인물이다. 중국 공산당 당원이다. 정치 성향은 청년 마오쩌둥주의, 구좌파, 신좌파, 마오이즘으로 분류된다.
쿵칭둥은 루쉰과 마오쩌둥, 김일성 등의 선전가이자 중국 공산당 관료 부정부패, 쿠데타 미수 등으로 무기징역형을 선고받은 중국 공산당의 전 정치인 보시라이의 열혈 지지 세력이자 후춘화의 열혈 후원 세력이기도 하다.
하얼빈시 제3중학을 졸업한 이후에 베이징대 중문과에서 마오쩌둥, 리다자오, 천두슈, 상웨, 루쉰, 덩중샤, 취추바이, 마오둔 등의 마르크스-레닌주의와 마오쩌둥주의 학맥을 이으면서 첸리췬, 옌자옌 교수 등의 지도를 받았고, 베이징 대학에서 중문학 박사 학위를 취득하였다.
리다자오와 루쉰, 천두슈, 마오둔 전통의 베이징대 중문과 선배들이 자취를 남겼던 문혁을 적극 옹호하는 그는 소년 시기에 문혁을 온몸으로 행한 뒤 1989년 톈안먼 사건 등을 거쳐 나중에 중공의 학계에 들어간 중공의 운동권 출신의 지식인 담론이 무엇이었는가 그 일부를 말해주기도 한다. 그는 대학 재학 시절에는 덩샤오핑의 중국 공산당 개혁개방파의 선부론, 관료 부정부패에 투쟁하기 위해서 왕단, 차이링 등과 함께 1989년 톈안먼 운동에 참여하였다.
쿵칭둥은 2000년대에는 이화여자대학교를 찾아서 2년 간 방문 교수를 역임하기도 했다.